# Хабезский район
Хабе́зский райо́н — административно-территориальная единица и муниципальное образование (муниципальный район) в составе Карачаево-Черкесской Республики Российской Федерации.
Административный центр — аул Хабез.

## География

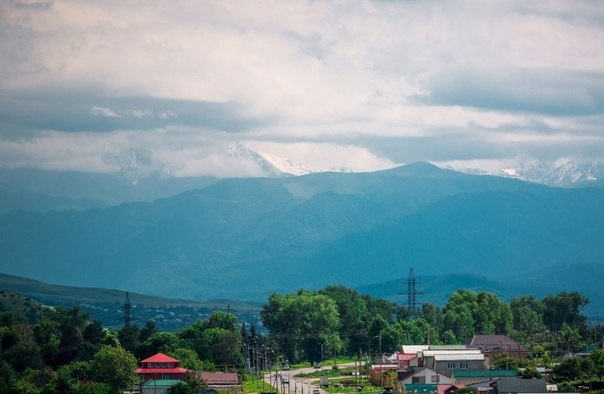
Хабез

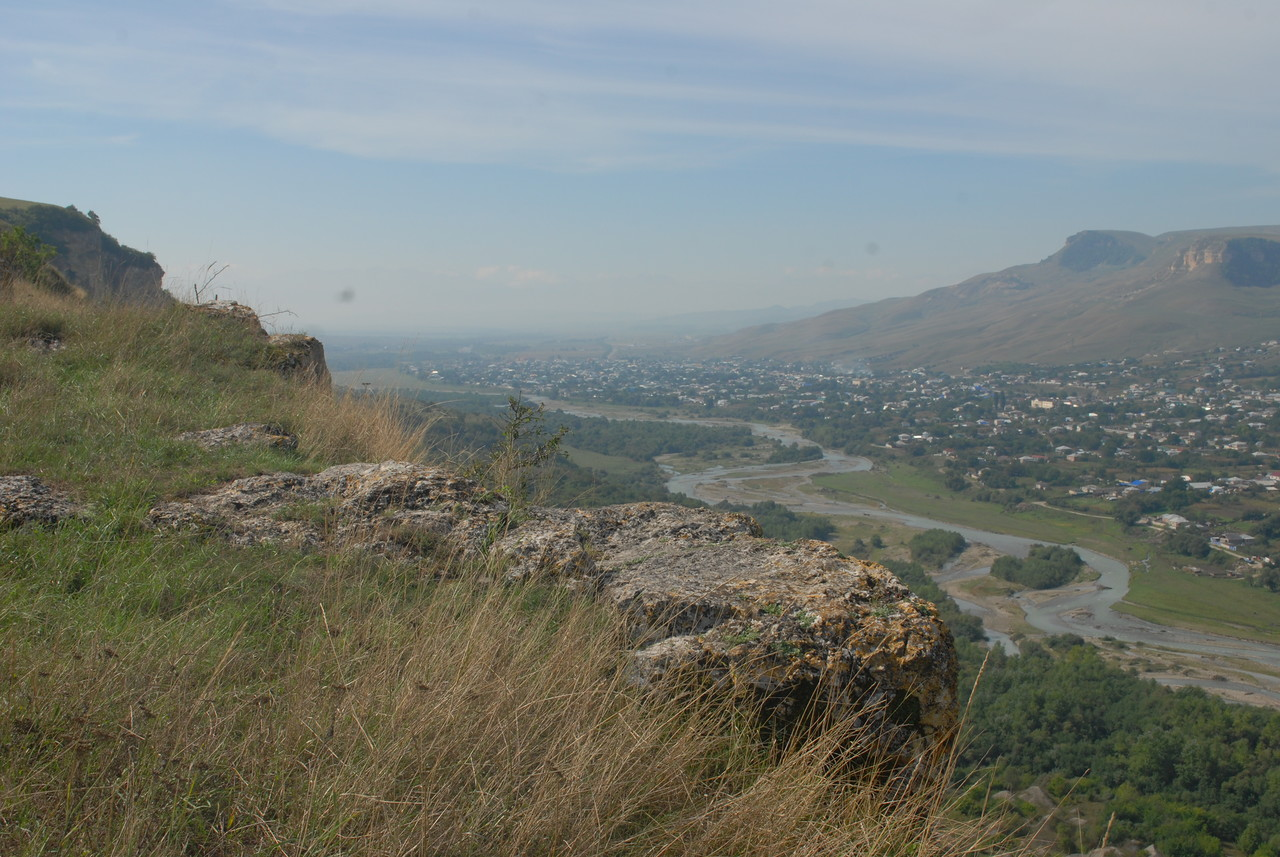
Али-Бердуковский

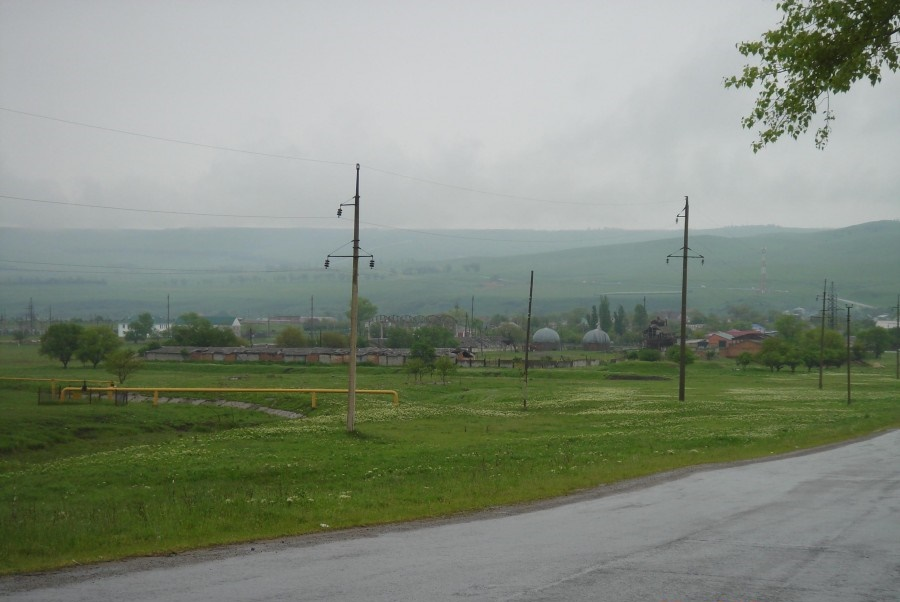
Псаучье-Дахе

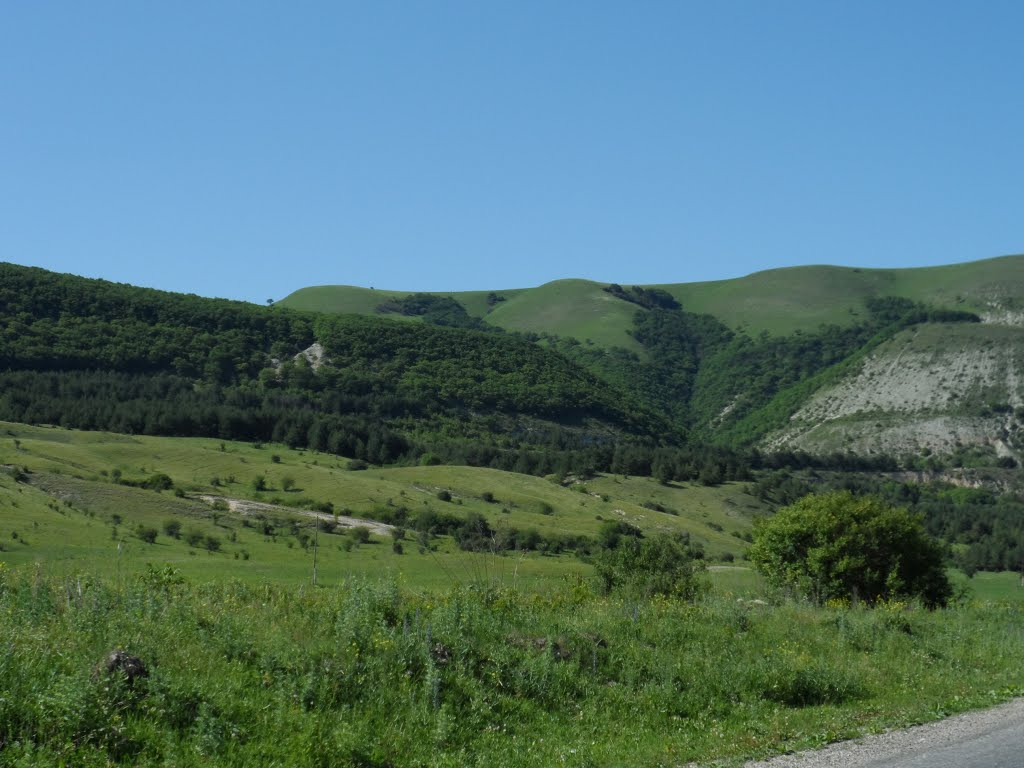
Окрестности аула Зеюко

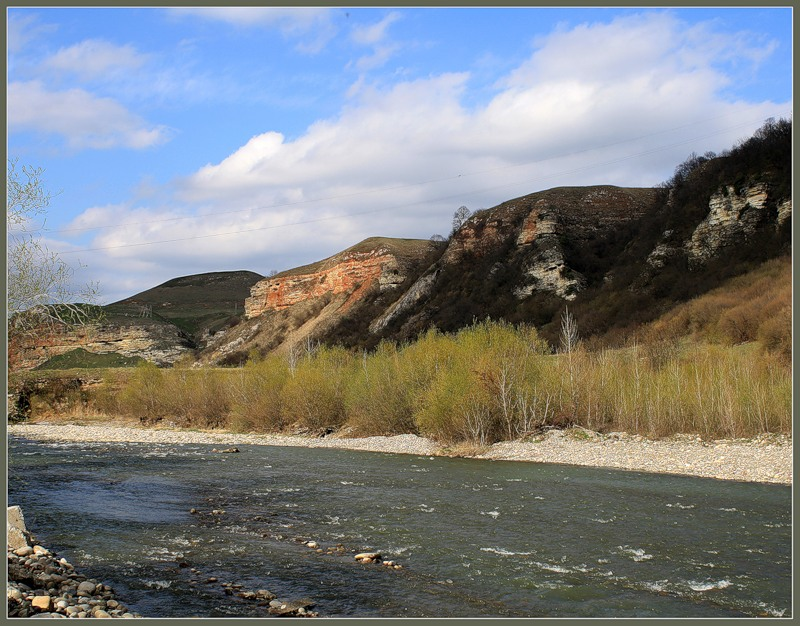
Малый Зеленчук в Хабезском районе

Хабезский район расположен в западной части республики и граничит с землями: Адыге-Хабльского и Ногайского районов на севере, с Абазинским и Прикубанским районами на востоке, с Усть-Джегутинским районом на юго-востоке, с Зеленчукским райном на юге и юго-западе, а также с Отрадненским районом Краснодарского края на западе.
По зональному районированию территория района с севера на юг делится на 2 зоны — предгорную и горную. Высоты на территории района колеблются от 500 до почти 1600 метров над уровнем моря.
Гидрографическая сеть в районе представлена в основном подбассейнами рек Большой Зеленчук и Малый Зеленчук, имеющих множество притоков на территории района.
Общая площадь территории района составляет 528,53 км² (с 2013 года).

## История
Хабезский район был образован 23 января 1935 года в составе Черкесской АО Северо-Кавказского края.
13 марта 1937 года Черкесская АО вошла в состав Орджоникидзевского (с 12 января 1943 года — Ставропольского) края.
4 декабря 1938 года Ново-Исправненский и Сторожевский сельсоветы были переданы в состав нового Кировского района.
8 мая 1956 года Хабезский район был упразднён, а его территория передана в прямое подчинение Черкесской АО.
15 января 1957 года Хабезский район был восстановлен в составе Карачаево-Черкесской АО. В его состав вошли Али-Бердуковский, Бесленеевский, Кош-Хабльский, Псаучье-Дахский, Хабезский и Эльбурганский с/с бывшего областного подчинения.
1 февраля 1963 года были образованы вместо существующих 6 сельских районов: Адыге-Хабльский (центр аул Адыге-Хабль), Зеленчукский (центр станица Зеленчукская), Карачаевский (центр город Карачаевск), Малокарачаевский (центр село Учкекен), Прикубанский (центр станица Усть-Джегутинская), Хабезский (центр аул Хабез).
12 января 1965 года Президиум Верховного Совета РСФСР постановил:
- образовать Урупский район — центр станица Преградная;
- упразднить Урупский промышленный район Карачаево-Черкесской автономной области;
- Адыге-Хабльский, Зеленчукский, Карачаевский, Малокарачаевский, Прикубанский и Хабезский сельские районы Карачаево-Черкесской автономной области преобразовать в районы.

В 1997 году в районе было создано 10 муниципальных образований. В 2004 году на территории района было образовано 12 муниципальных образований со статусом сельского поселения (число МО увеличилось за счёт разделения Псаучье-Дахского сельского муниципального образования на Бавуковское и Псаучье-Дахское сельские поселения, а Эльбурганского сельского муниципального образования — на Инжич-Чукунское и Эльбурганское сельские поселения).
В 2006 году аулы Инжич-Чукун и Эльбурган были переданы в состав новообразованного Абазинского района.

## Население
| 1970    | 1979    | 1989    | 2002    | 2010    | 2011    | 2012    | 2013    | 2014    |
| ------- | ------- | ------- | ------- | ------- | ------- | ------- | ------- | ------- |
| 26 320  | ↘25 938 | ↗27 108 | ↗31 885 | ↘30 356 | →30 356 | ↗30 490 | ↗30 513 | ↗30 558 |
| 2015    | 2016    | 2017    | 2018    | 2019    | 2020    | 2021    | 2023    | 2024    |
| ↗30 611 | ↗30 707 | ↗30 770 | ↗30 839 | ↘30 815 | ↘30 764 | ↗30 976 | ↘30 929 | ↗31 020 |
| 2025    |         |         |         |         |         |         |         |         |
| ↘30 965 |         |         |         |         |         |         |         |         |

### Национальный состав
| Народ                     | 2010 год         | 2002 год         |
| ------------------------- | ---------------- | ---------------- |
| черкесы                   | 28 877 (95,1 %)  | 25 936 (81,3 %)  |
| ногайцы                   | 622 (2,0 %)      | 676 (2,1 %)      |
| абазины                   | 372 (1,2 %)      | 4 478 (14,0 %)   |
| русские                   | 174 (0,6 %)      | 371 (1,2 %)      |
| карачаевцы                | 78 (0,3 %)       | 109 (0,3 %)      |
| другие                    | 119 (0,4 %)      | 315 (1,0 %)      |
| не указана национальность | 114 (0,4 %)      | —                |
| всего                     | 30 356 (100,0 %) | 31 885 (100,0 %) |

По итогам переписи населения 2020 года проживали следующие национальности (национальности менее 1 % и другое, см. в сноске к строке «Другие»):
| Национальность | Численность, чел. | Доля     |
| -------------- | ----------------- | -------- |
| Черкесы        | 29 535            | 95,35 %  |
| Ногайцы        | 520               | 1,68 %   |
| Абазины        | 420               | 1,36 %   |
| Другие         | 501               | 1,61 %   |
| Итого          | 30 976            | 100,00 % |

Половозрастной состав
По данным Всероссийской переписи населения 2010 года:
| Возраст     | Мужчины, чел. | Женщины, чел. | Общая численность, чел. | Доля от всего населения, % |
| ----------- | ------------- | ------------- | ----------------------- | -------------------------- |
| 0 — 14 лет  | 3 282         | 3 153         | 6 435                   | 21,20 %                    |
| 15 — 59 лет | 9 667         | 10 292        | 19 959                  | 65,75 %                    |
| от 60 лет   | 1 552         | 2 410         | 3 962                   | 13,05 %                    |
| Всего       | 14 501        | 15 855        | 30 356                  | 100,0 %                    |

Мужчины — 14 501 чел. (47,8 %). Женщины — 15 855 чел. (52,2 %).
Средний возраст населения: 34,4 лет. Средний возраст мужчин: 33,2 лет. Средний возраст женщин: 35,5 лет.
Медианный возраст населения: 31,8 лет. Медианный возраст мужчин: 31,1 лет. Медианный возраст женщин: 32,4 лет.

## Муниципальное устройство
В Хабезский муниципальный район входят 10 муниципальных образований со статусом сельского поселения:
| №  | Сельское поселение | Административный центр | Количество населённых пунктов | Население (чел.) | Площадь (км²) |
| -- | ------------------ | ---------------------- | ----------------------------- | ---------------- | ------------- |
| 1  | Али-Бердуковское   | аул Али-Бердуковский   | 1                             | ↘5418            | 81,59         |
| 2  | Бавуковское        | посёлок Бавуко         | 2                             | ↘1136            | 41,74         |
| 3  | Бесленеевское      | аул Бесленей           | 1                             | ↘3563            | 67,60         |
| 4  | Жаковское          | аул Жако               | 1                             | ↗2076            | 51,15         |
| 5  | Зеюковское         | аул Зеюко              | 1                             | ↘3339            | 70,75         |
| 6  | Инжичишховское     | аул Инжичишхо          | 1                             | ↗1262            | 23,17         |
| 7  | Кош-Хабльское      | аул Кош-Хабль          | 1                             | ↘2809            | 27,75         |
| 8  | Мало-Зеленчукское  | аул Малый Зеленчук     | 1                             | ↘1718            | 18,33         |
| 9  | Псаучье-Дахское    | аул Псаучье-Дахе       | 3                             | →2994            | 81,08         |
| 10 | Хабезское          | аул Хабез              | 1                             | ↗6632            | 65,37         |

## Населённые пункты
Распределение населения района
 а. Хабез (21,77 %) а. Али-Бердуковский (17,48 %) а. Бесленей (11,39 %) а. Зеюко (10,79 %) а. Кош-Хабль (9,06 %) Остальные (29,51 %)

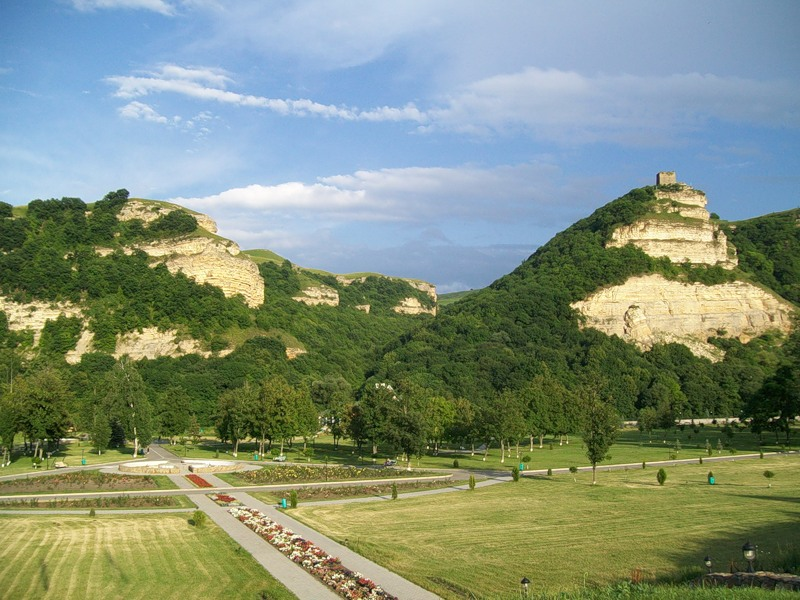
Вид на башню Адиюх с противоположного берега Малого Зеленчука, с территории гостиничного комплекса «Адиюх-Пэлас», расположенного между аулами Хабез и Али-Бердуковский

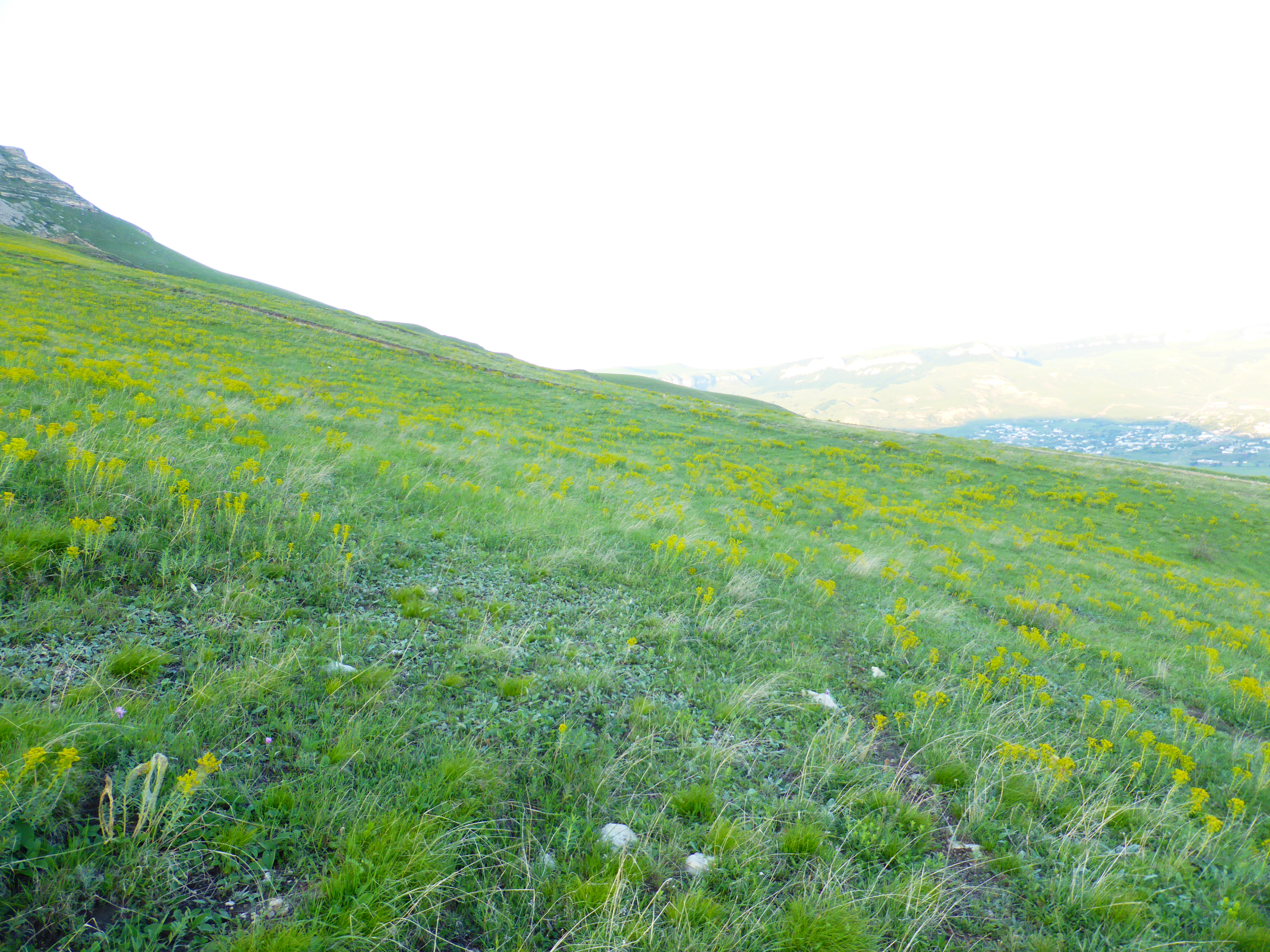
Луговая степь к востоку от горы Джисса

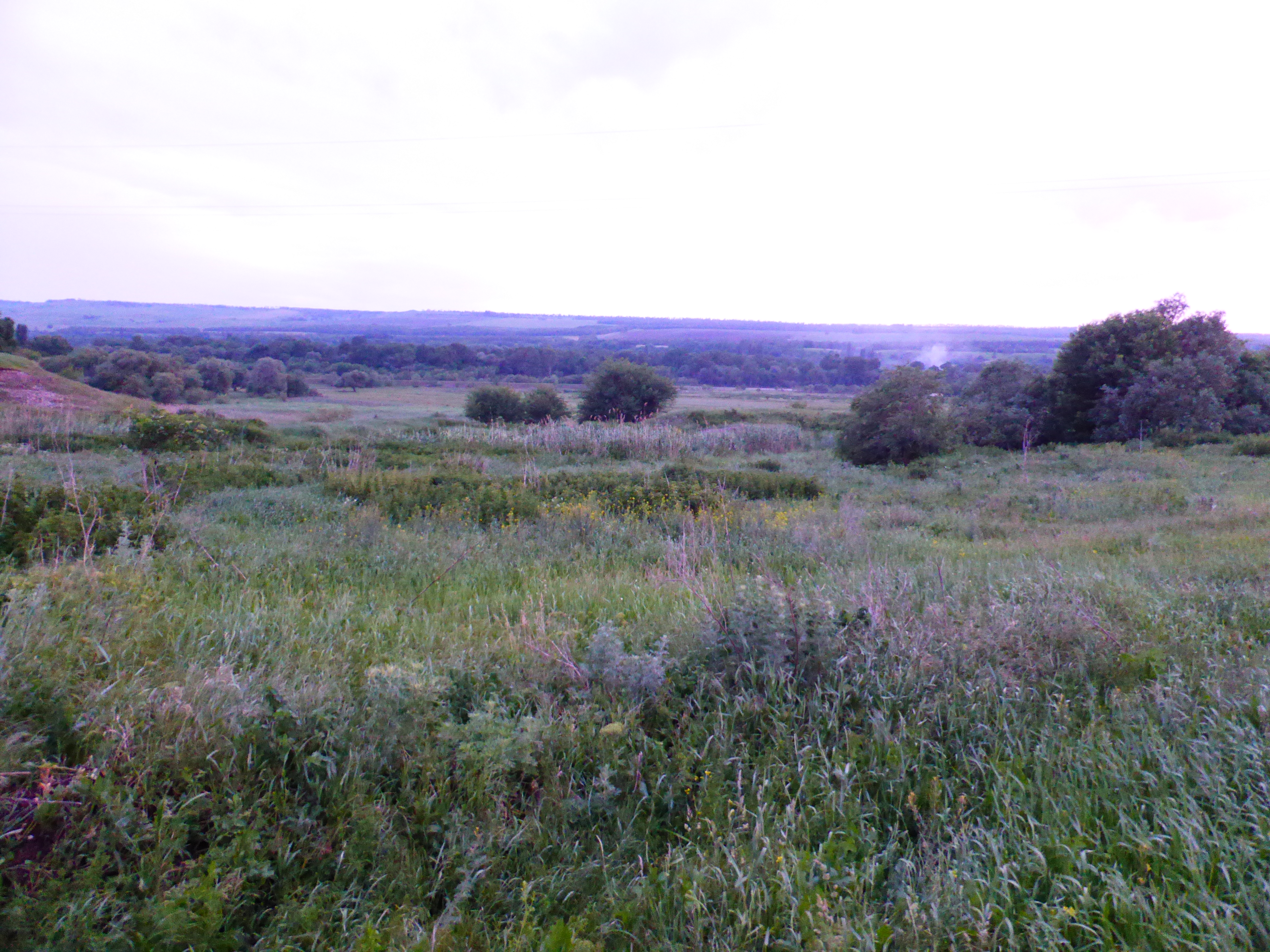
Пойма Большого Зеленчука к северу от аула Бесленей

В Хабезском районе 13 сельских населённых пунктов.
| №  | Населённый пункт | Тип     | Население | Сельское поселение |
| -- | ---------------- | ------- | --------- | ------------------ |
| 1  | Абазакт          | аул     | ↘418      | Псаучье-Дахское    |
| 2  | Али-Бердуковский | аул     | ↘5412     | Али-Бердуковское   |
| 3  | Бавуко           | посёлок | ↗687      | Бавуковское        |
| 4  | Бесленей         | аул     | ↘3528     | Бесленеевское      |
| 5  | Жако             | аул     | ↘2050     | Жаковское          |
| 6  | Зеюко            | аул     | ↘3340     | Зеюковское         |
| 7  | Инжичишхо        | аул     | ↘1242     | Инжичишховское     |
| 8  | Кош-Хабль        | аул     | ↗2805     | Кош-Хабльское      |
| 9  | Кызыл-Юрт        | аул     | ↘541      | Псаучье-Дахское    |
| 10 | Малый Зеленчук   | аул     | ↘1718     | Мало-Зеленчукское  |
| 11 | Ново-Хумаринский | аул     | ↗440      | Бавуковское        |
| 12 | Псаучье-Дахе     | аул     | ↘1997     | Псаучье-Дахское    |
| 13 | Хабез            | аул     | ↗6740     | Хабезское          |

## Органы местного самоуправления
Структуру органов местного самоуправления муниципального образования составляют:
1. Совет Хабезского муниципального района — выборный представительный орган района;
2. Администрация Хабезского муниципального района — исполнительно-распорядительный орган района;
3. Глава Хабезского муниципального района — высшее должностное лицо района, исполняет полномочия Председателя совета района;
4. Контрольно-счётная палата Хабезского муниципального района — контрольно-счётный орган района.

Глава районной администрации
- Жужуев Тимур Муаедович

Глава района, Председатель районного совета
- Тамазов Рамазан Борисович

Адрес администрации Хабезского муниципального района: аул Хабез, ул. Советская, д. 27.

## Инфраструктура
В 2000-х годах был газифицирован ряд населённых пунктов района. В некоторых аулах открылись школы, детские сады и другие социальные объекты. В ауле Хабез функционирует гостинично-оздоровительный комплекс «Адиюх-Пэлас». Также в районе, по некоторым данным, имеется станция международной системы слежения за ядерными испытаниями.

## Достопримечательности
В районе находится несколько пещер и карстовых провалов:
- пещеры
  - Красная;
  - Соломенная;
  - Хабезская — пещера расположена на левом склоне балки Белая (по дну которой течёт небольшой приток реки Малый Зеленчук) в 2 км к северо-западу от аула Хабез. Пещера отмечает собой тектоническую трещину в известняках верхнего мела. Длина пещеры, доступная для беспрепятственного прохода человеком, составляет 45 м, ширина от 0,4 м до 1,5 м, высота 7,5 м. Температура воздуха в пещере 5°С, влажность 75 %, содержание углекислого газа — 0,5 % (что заметно выше среднего уровня по атмосфере). Вход в пещеру труднодоступен, так как расположен в отвесной скале на высоте 7—8 м от её подножья.
- провалы
  - Хаймаши — карстовые провалы в 2 км западнее южной окраины аула Хабез. Четыре провала занимают площадь около 2 га на восточном склоне горного массива, который является водоразделом рек Большой и Малый Зеленчук. Данные провалы — обвалившиеся или просевшие подземные полости в юрских песчаниках.

Карстовые провалы в районе Хабеза впервые описал в научной литературе Р. А. Бураев в 1954 году.

## Известные уроженцы
Родившиеся в Хабезском районе.